# Сулискер
Сулискер, или Сула-Сгерь (гэльск. Sula Sgeir), — небольшой необитаемый остров в Северной Атлантике, расположен в 18 км к западу от Северной Роны, в 65 км к северу от Льюиса.

## География

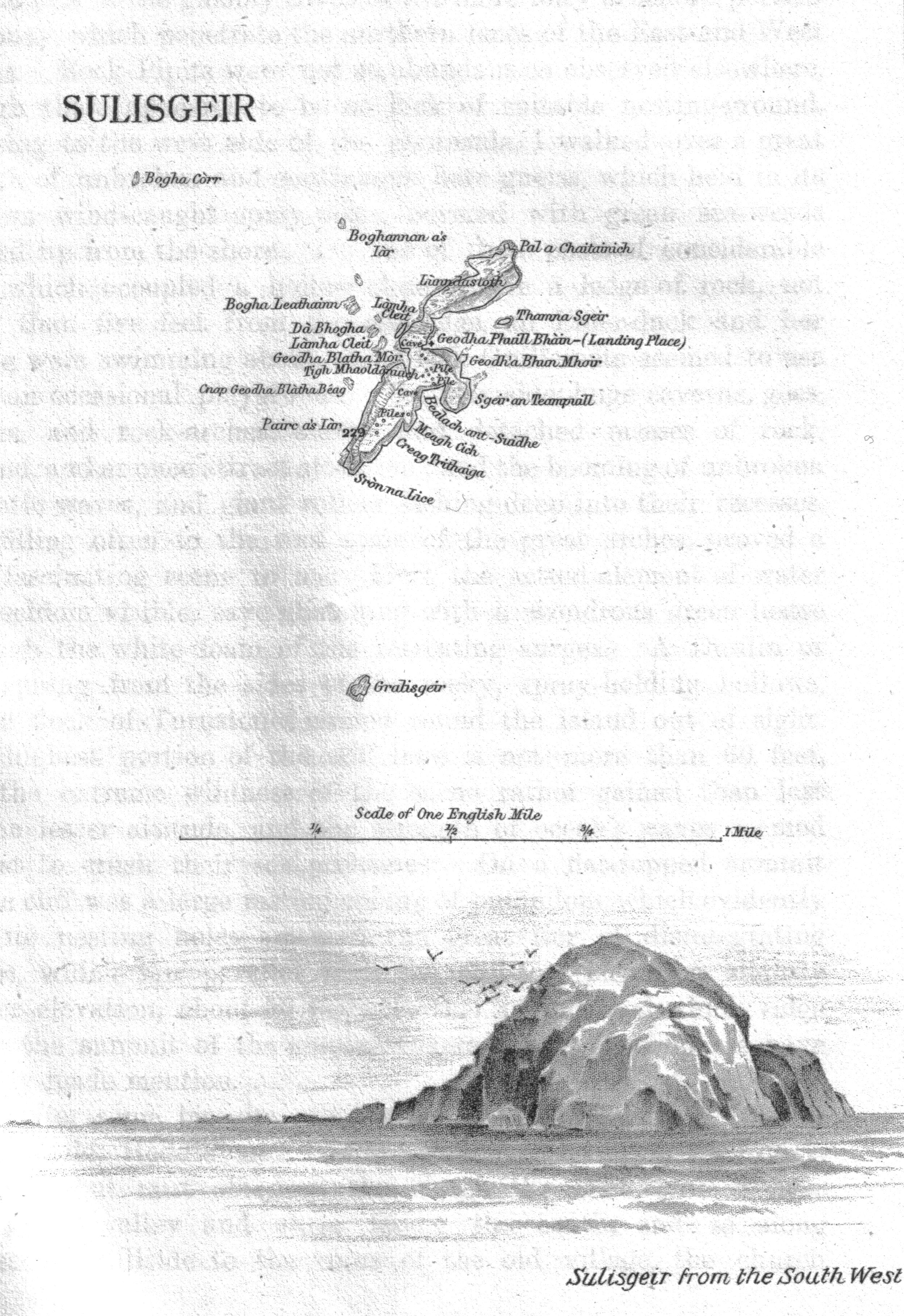
Карта Сулискер

Остров сложен из гнейсов, крупные валуны затрудняют прогулки по острову. Удары волн проделали много связанных между собой пещер, которые доступны к осмотру во время затишья на море. На южной оконечности есть маяк, который регулярно повреждается волнами во время штормов.

### Флора и фауна
На острове гнездятся до 5 тыс. пар черноногих моевок, чистиков, тупиков, глупышей и, возможно, альбатросов (единственное место в Северной Атлантике). Также на острове живут и спариваются длинномордые тюлени. Есть скудная растительность.

## История
Несмотря на крайне суровые для человека условия, на острове есть развалины небольшого убежища, названного «Taigh Beannaichte» (благословенный дом). Считается, что в нём некоторое время жила Бренхильда, сестра святого Ронана.
Остров посещался жителями округа Несс, с Льюиса, собиравшими перо и пух олуш, а также птенцов. Первое упоминание об этом относится к 1549 году, хотя такие поездки совершались и ранее. В XX веке защитники птиц пытались добиться запрета на это, но рейды продолжались, пока в 1956 году остров, вместе с соседней Роной не получил статус заповедника дикой природы.
18 января 1940 года острова были атакованы немецкой подлодкой U-25, принявшей их за линкор HMS Nelson, без попаданий.
Острова принадлежат фонду Шотландское природное наследие (англ. Scottish Natural Heritage) и являются самым северным и малопосещаемым заповедником Великобритании.